# Collegio uninominale Piemonte - 06
Il collegio elettorale uninominale Piemonte - 06 è stato un collegio elettorale uninominale della Repubblica Italiana per l'elezione del Senato tra il 2017 ed il 2022.

## Territorio
Come previsto dalla legge elettorale italiana del 2017, il collegio era stato definito tramite decreto legislativo all'interno della circoscrizione Piemonte.
Era formato dal territorio di 226 comuni: Ailoche, Alagna Valsesia, Albano Vercellese, Alfiano Natta, Alice Castello, Altavilla Monferrato, Andorno Micca, Arborio, Asigliano Vercellese, Balmuccia, Balocco, Balzola, Bassignana, Benna, Bergamasco, Bianzè, Biella, Bioglio, Boccioleto, Borgo d'Ale, Borgo San Martino, Borgo Vercelli, Borgosesia, Borriana, Bozzole, Breia, Brusnengo, Buronzo, Callabiana, Camagna Monferrato, Camandona, Camburzano, Camino, Campertogno, Campiglia Cervo, Candelo, Caprile, Carcoforo, Carentino, Caresana, Caresanablot, Carisio, Casale Monferrato, Casanova Elvo, Casapinta, Castelletto Cervo, Castelletto Merli, Castelletto Monferrato, Cavaglià, Cella Monte, Cellio, Cereseto, Cerreto Castello, Cerrina Monferrato, Cerrione, Cervatto, Cigliano, Civiasco, Coggiola, Collobiano, Coniolo, Conzano, Cossato, Costanzana, Cravagliana, Crescentino, Crevacuore, Crova, Cuccaro Monferrato, Curino, Desana, Donato, Dorzano, Felizzano, Fobello, Fontanetto Po, Formigliana, Frassinello Monferrato, Frassineto Po, Fubine Monferrato, Gabiano, Gaglianico, Gattinara, Ghislarengo, Giarole, Gifflenga, Graglia, Greggio, Guardabosone, Lamporo, Lenta, Lessona, Lignana, Livorno Ferraris, Lozzolo, Lu, Magnano, Masio, Massazza, Masserano, Mezzana Mortigliengo, Miagliano, Mirabello Monferrato, Mollia, Mombello Monferrato, Moncestino, Moncrivello, Mongrando, Morano sul Po, Mosso, Motta de' Conti, Mottalciata, Murisengo, Muzzano, Netro, Occhieppo Inferiore, Occhieppo Superiore, Occimiano, Odalengo Grande, Odalengo Piccolo, Olcenengo, Oldenico, Olivola, Ottiglio, Oviglio, Ozzano Monferrato, Palazzolo Vercellese, Pecetto di Valenza, Pertengo, Pettinengo, Pezzana, Piatto, Piedicavallo, Pila, Piode, Pollone, Pomaro Monferrato, Ponderano, Pontestura, Ponzano Monferrato, Portula, Postua, Pralungo, Prarolo, Pray, Quaregna, Quargnento, Quarona, Quattordio, Quinto Vercellese, Rassa, Rima San Giuseppe, Rimasco, Rimella, Riva Valdobbia, Rivarone, Rive, Roasio, Ronco Biellese, Ronsecco, Roppolo, Rosazza, Rosignano Monferrato, Rossa, Rovasenda, Sabbia, Sagliano Micca, Sala Biellese, Sala Monferrato, Salasco, Sali Vercellese, Saluggia, Salussola, San Germano Vercellese, San Giacomo Vercellese, San Giorgio Monferrato, San Salvatore Monferrato, Sandigliano, Santhià, Scopa, Scopello, Serralunga di Crea, Serravalle Sesia, Solero, Solonghello, Soprana, Sordevolo, Sostegno, Strona, Stroppiana, Tavigliano, Ternengo, Terruggia, Ticineto, Tollegno, Torrazzo, Treville, Tricerro, Trino, Trivero, Tronzano Vercellese, Valdengo, Valduggia, Valenza, Vallanzengo, Valle Mosso, Valle San Nicolao, Valmacca, Varallo, Veglio, Vercelli, Verrone, Vigliano Biellese, Vignale Monferrato, Villa del Bosco, Villadeati, Villamiroglio, Villanova Biellese, Villanova Monferrato, Villarboit, Villata, Viverone, Vocca, Zimone, Zubiena, Zumaglia.
Il collegio era parte del collegio plurinominale Piemonte - 02.

## Eletti
| Elezione | Elezione | Senatore                 | Partito      |
| -------- | -------- | ------------------------ | ------------ |
|          | 2018     | Gilberto Pichetto Fratin | Forza Italia |

## Dati elettorali

### XVIII legislatura
Come previsto dalla legge elettorale, 116 senatori erano eletti con sistema a maggioranza relativa in altrettanti collegi uninominali a turno unico.
| Candidati              | Candidati                          | Voti    | %     | Liste                    | Voti    | %     |
| ---------------------- | ---------------------------------- | ------- | ----- | ------------------------ | ------- | ----- |
|                        | Gilberto Pichetto Fratin ✔️ Eletto | 116 153 | 46,97 | Lega                     | 62 675  | 25,34 |
| Forza Italia           | Gilberto Pichetto Fratin ✔️ Eletto | 116 153 | 46,97 | 40 244                   | 16,27   |       |
| Fratelli d'Italia      | Gilberto Pichetto Fratin ✔️ Eletto | 116 153 | 46,97 | 11 278                   | 4,56    |       |
| Noi con l'Italia - UDC | Gilberto Pichetto Fratin ✔️ Eletto | 116 153 | 46,97 | 1 956                    | 0,79    |       |
|                        | Ezio Conti                         | 58 898  | 23,82 | Movimento 5 Stelle       | 58 898  | 23,82 |
|                        | Cristina Bargero                   | 55 950  | 22,63 | Partito Democratico      | 47 147  | 19,07 |
| +Europa                | Cristina Bargero                   | 55 950  | 22,63 | 7 256                    | 2,93    |       |
| Italia Europa Insieme  | Cristina Bargero                   | 55 950  | 22,63 | 779                      | 0,32    |       |
| Civica Popolare        | Cristina Bargero                   | 55 950  | 22,63 | 768                      | 0,31    |       |
|                        | Claudia Demarchi                   | 6 466   | 2,61  | Liberi e Uguali          | 6 466   | 2,61  |
|                        | Stefania Guaschino                 | 2 952   | 1,19  | CasaPound                | 2 952   | 1,19  |
|                        | Lucietta Bellomo                   | 2 025   | 0,82  | Potere al Popolo!        | 2 025   | 0,82  |
|                        | Lodovico Ellena                    | 1 753   | 0,71  | Italia agli Italiani     | 1 753   | 0,71  |
|                        | Alessandra Mondelli                | 1 244   | 0,50  | Il Popolo della Famiglia | 1 244   | 0,50  |
|                        | Alessandrina Inglese               | 954     | 0,39  | Partito Valore Umano     | 954     | 0,39  |
|                        | Lisetta Laguzzi                    | 717     | 0,29  | Grande Nord              | 717     | 0,29  |
|                        | Mirian Loaiza                      | 178     | 0,07  | PRI - ALA                | 178     | 0,07  |
| Totale                 | Totale                             | 247 290 | 100   |                          | 247 290 | 100   |
|                        |                                    |         |       |                          |         |       |
| Voti non validi        | Voti non validi                    | 10 410  | 4,04  |                          |         |       |
| Votanti                | Votanti                            | 257 700 | 74,37 |                          |         |       |
| Elettori               | Elettori                           | 346 525 |       |                          |         |       |